# Capilla de San José (Málaga)

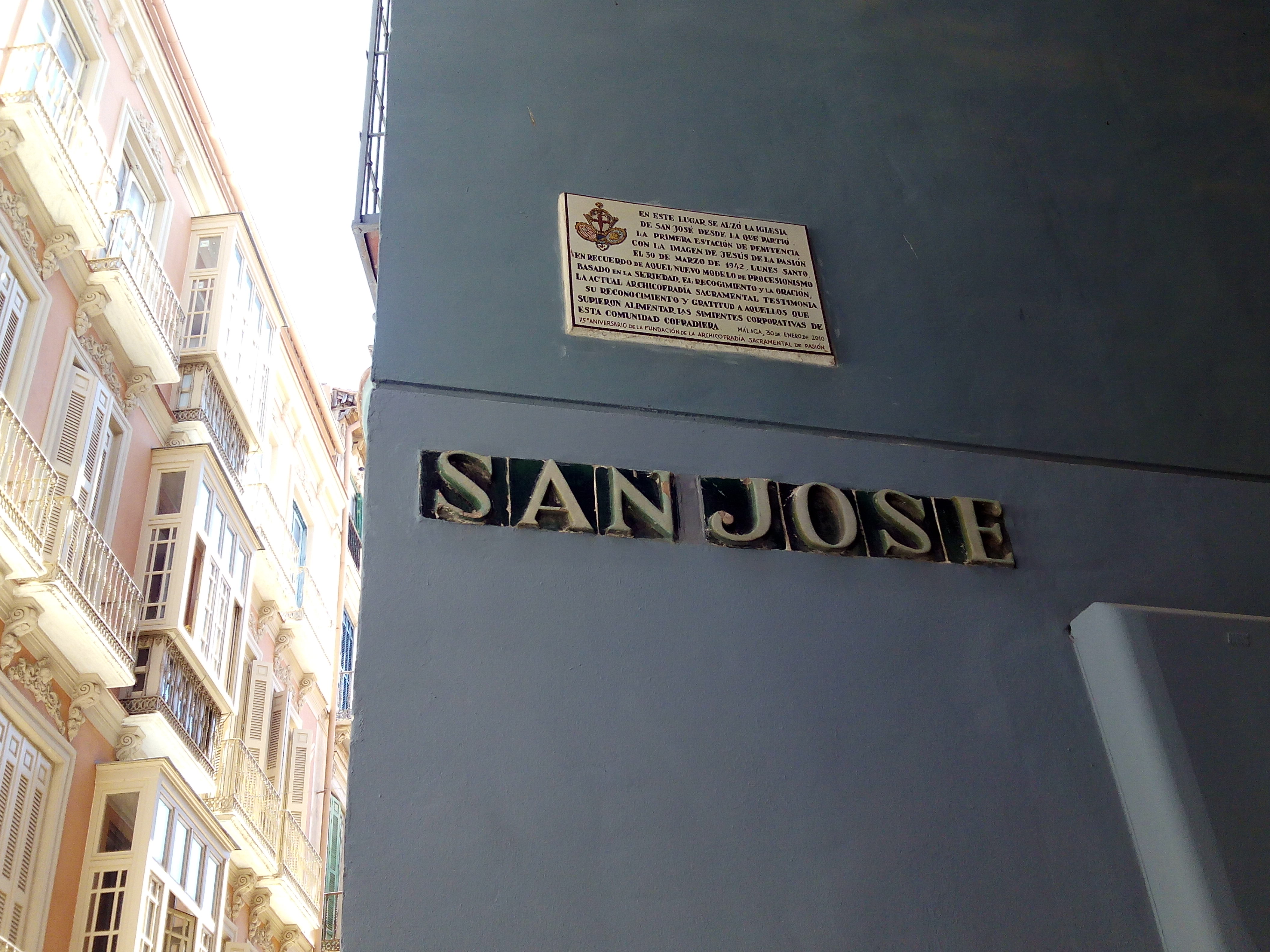
Placa conmemorativa del edificio y la Archicofradía de Pasión colocada en la calle San José.

La capilla (o iglesia) de San José, en Málaga (Andalucía, España), fue un edificio religioso del siglo XVII, demolido en la década de 1960.

## Historia
En el siglo XVII el gremio de carpinteros de la ciudad construyó una pequeña capilla (dedicada a San José, su patrono) y un hospital adyacente propios en calle Granada, haciendo esquina con la posteriormente llamada calle de San José. En estas instalaciones, los niños huérfanos acogidos por el gremio (actividad que llevaba a cabo desde el siglo anterior) permanecían hasta los seis años de vida aproximadamente.
El rastro de las labores asistenciales del hospital se pierde en el siglo XIX, resistiendo la pequeña iglesia, que sufre en 1931 la quema de edificios religiosos en España, especialmente virulenta en Málaga.
En 1936 se instala la Archicofradía Sacramental de Pasión, que lleva a cabo una labor vital para la rehabilitación del templo, que no es reabierto al culto hasta principios de 1940. Desde allí iniciaría su primera procesión estación de penitencia el Lunes Santo de 1942, como recuerda la placa conmemorativa colocada en 2010. En 1966 el obispado de Málaga decide poner en venta el inmueble, siendo obligada la archicofradía a abandonarlo. En su lugar, fue construido un edificio que todavía hoy sigue en pie.